# 三联锻造
芜湖三联锻造股份有限公司（英語：Wuhu Sanlian Forging Co., Ltd.；深交所：001282，简称：三联锻造），是中国深圳证券交易所的一家上市公司，主要从事汽车锻造零部件的研发、生产和销售，是国家级专精特新“小巨人”企业。
公司前身为2004年成立的三联有限，由孙国奉、孙国敏和张松满共同出资设立。2018年整体变更为股份公司并更为现名。2023年5月24日，在深圳证券交易所主板上市。
2022年，公司实现营业收入10.5亿元，同比上升12.97%；实现净利润9484.01万元，同比上升23.75%。